# Irina Tolkunova
Irina Ivanovna Tolkunova (em russo, Ирина Ивановна Толкунова: Moscou, 2 de junho de 1971) é uma jogadora de polo aquático russa-cazaque, medalhista olímpica.

## Carreira
Irina Tolkunova fez parte do elenco medalha de bronze em Sydney 2000, e representou o Cazaquistão em 2004